# Hispano Aviación HA-200
Pour les articles homonymes, voir Hispano et Saeta (homonymie).
 (août 2012).
Si vous disposez d'ouvrages ou d'articles de référence ou si vous connaissez des sites web de qualité traitant du thème abordé ici, merci de compléter l'article en donnant les références utiles à sa vérifiabilité et en les liant à la section « Notes et références ».
Le HA-200 est un biréacteur biplace d’entraînement et de bombardement léger réalisé par la société espagnole Hispano Aviación. Il devait remplacer le HA-100 (en) Triana et le T-6 américain. Les éléments principaux du HA-100 furent repris dans la conception du HA-200 «Saeta» (flèche) développé par une équipe germano-espagnole réunie autour de Willy Messerschmitt.

## Historique
Le premier prototype fit son premier vol le 12 août 1955 avec Fernando Juan de Valiente aux commandes. Le HA-200 A (première série de production) était propulsé par deux réacteurs Turboméca Marboré II et armé de deux mitrailleuses de 7,7 mm.
Il était de conception classique : fuselage entièrement métallique avec cependant des aérofreins ventraux, un plan horizontal réglable électrique, train d'atterrissage et freins hydrauliques et cabine pressurisée. Il souffrait cependant d'un équipement trop modeste par rapport à ses qualités aérodynamiques intrinsèques car il possédait en outre d'excellentes qualités de vol et une manœuvrabilité comparable à celles du Fouga Magister, démontrées par les pilotes Valiente et Prico Santacruz au Salon du Bourget de 1965 face au Fiat G.91 piloté par l'Italien Donati.
L'appareil fut introduit à cette date à la base de formation de Matacan puis à celle de Villanubla (près de Valladolid) en version d'appui-sol C-10 équipé de moteurs Marboré VI.
Un total de 102 appareils furent construits en Espagne. Il y eut quatre versions: HA-200R-1, HA-200A, HA-200B et HA-200D auxquels il faut ajouter les 25 appareils HA-220.
La série HA-200A était destinée à l'exportation. Sur une série prévue pour totaliser 90 avions, 67 exemplaires furent fabriqués sous licence en Égypte sous la désignation Al Kahira (le vainqueur). Ils n'ont cependant vraisemblablement pas participé activement à la guerre des six jours vu que l'armée israélienne détruisit la flotte égyptienne au sol. Il servit par contre dans les combats contre les guérilleros du Polisario en décembre 1974 au Sahara espagnol.
C'est à cette époque que fut réalisée la dernière version HA-220 Super Saeta mis qui ne combattit pas et était basé à Morón de la Frontera à partir de février 1976.
Une douzaine fut exportée en République arabe unie (avec un accord de fabrication sous licence).
Les trois autres séries (90 avions au total) servirent dans l'armée de l'air espagnole.
L'Hispano Aviacion Ha-200 E "Saeta" est une version monoplace améliorée du HA-200 D. Il fut construit en 25 exemplaires qui étaient appelés dans l'armée de l'air espagnole “C-10” et “C-10B”. Sa motorisation et son armement avaient aussi été renforcés. Les versions C-10B et A-10B recouvrent en fait les mêmes avions dont la désignation avait été modifiée en 1978, passant de Caza (chasse) à Ataque (appui-sol).
Les derniers exemplaires furent retirés du service en 1982. La Federal Aviation Administration compte, en septembre 2012, 40 HA-200 enregistrés aux États-Unis, nombre devant passer à 10 selon elles.
Il devrait rester à l'heure actuelle[Quand ?] environ une vingtaine d'appareils en état de vol.
La fondation Messerschmitt en possède un exemplaire basé à Manching, EADS se chargeant de l'entretien et sa mise en œuvre, mise à disposition des pilotes etc.

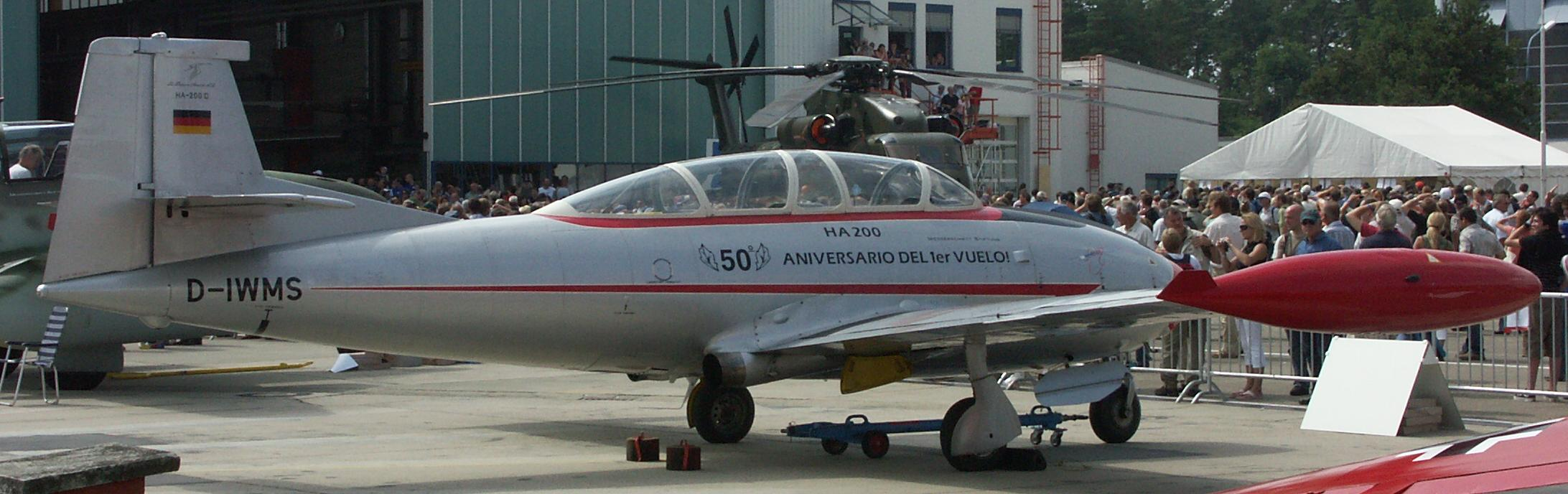
Le HA-200 d'EADS (fondation Messerschmitt)